# Traumatologie

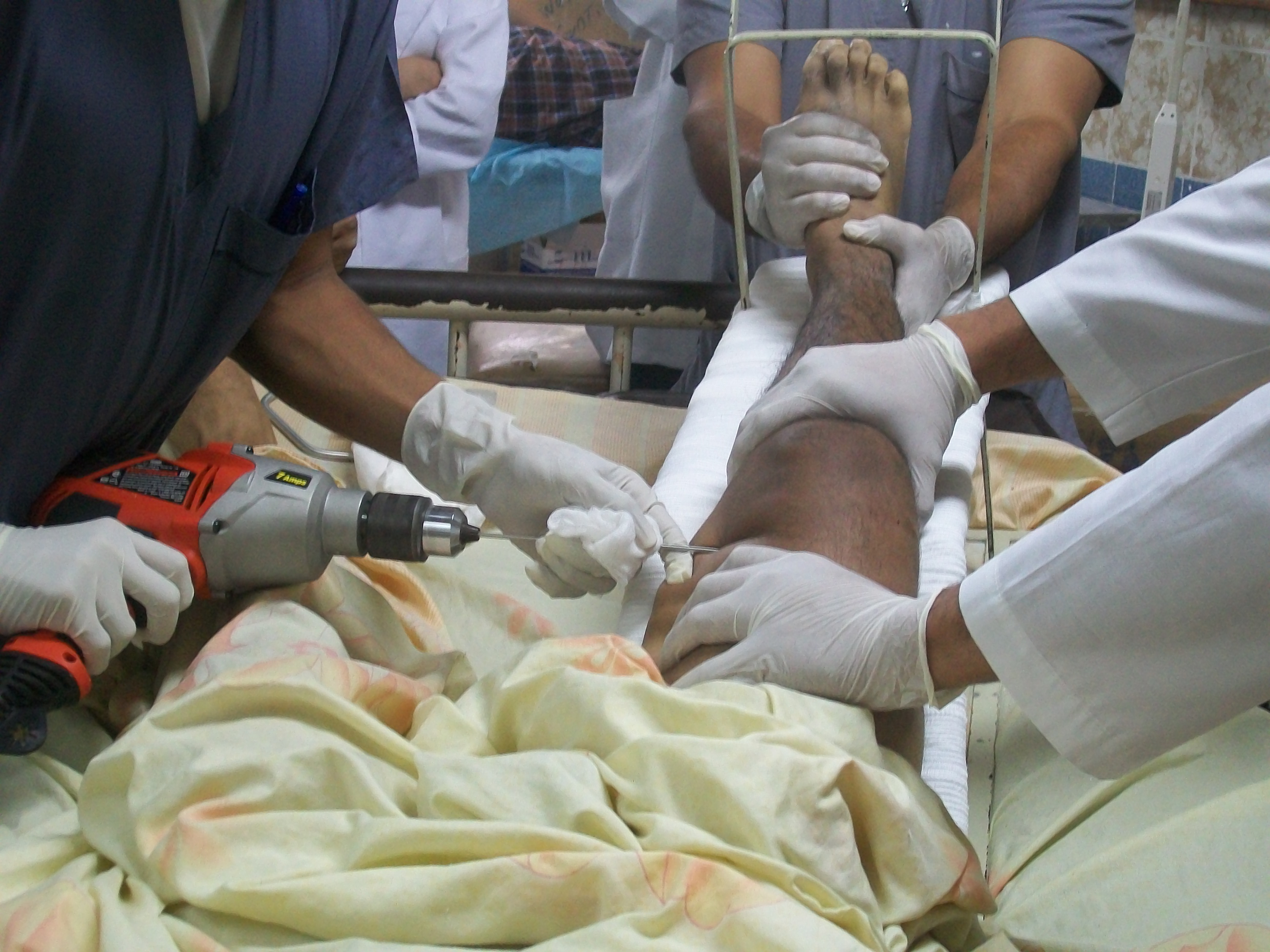
Traumatologie

Traumatologie is de studie van verwondingen die door ongevallen of geweld zijn veroorzaakt, en van de chirurgische behandeling ervan. Traumatologie is een tak van de geneeskunde. Het is een subspecialisatie van de chirurgie en wordt daarom ook wel traumachirurgie genoemd. Traumatologie staat ook bekend onder de naam ongevallenchirurgie. Traumatologie wordt veelal beoefend op de spoedeisendehulpafdeling van ziekenhuizen en traumacentra.
In situaties waarbij de patiënt multipele letsels heeft opgelopen ligt de opvang en coördinatie van behandeling vaak bij de traumachirurg. In eerste instantie is het in leven houden van de patiënt prioriteit nummer 1. Indien noodzakelijk zullen er andere specialismen worden ingeschakeld die meewerken aan het herstel van de patiënt. Denk bijvoorbeeld aan de neuroloog of neurochirurg, plastisch chirurg of vaatchirurg.
De operatieve behandeling van weke delen en fracturen wordt vaak door de traumatoloog gedaan.
Nadat het trauma chirurgisch is behandeld kan er nog een verwijzing volgen naar een revalidatiearts voor het revalidatietraject. Naast dat dit bij de zeer ernstige trauma's gebeurt zou eigenlijk elke patiënt met meer dan een fractuur (in meerdere ledematen of één ledemaat) of één of meerdere fracturen in combinatie met zenuwletsel moeten worden doorverwezen naar een revalidatiearts om de herstelfase adequaat te begeleiden en opgelopen beperkingen te minimaliseren.
Behalve voor lichamelijk letsel wordt de term trauma ook gebruikt wanneer iemand een groot psychisch beschadigend voorval heeft meegemaakt. De specifiekere term hiervoor is psychotrauma.
In Nederland zijn de traumachirurgen verenigd binnen de Nederlandse Vereniging voor traumachirurgie.  